# Fandango (gruppo musicale messicano)
Fandango è un gruppo musicale messicano, composto da 5 ragazze provenienti da Monterrey, in Messico. Viene fondato nel 1984 durante la rivoluzione pop anni 80, come altri gruppi di teenager come Menudo, Timbiriche, Flans, e Pandora. Pubblica il suo primo album sotto l'etichetta EMI music. Autos, Moda y Rock and Roll entra nella Top 30 e vi rimane per più di 2 mesi.

## Discografia

### Lp
- 1986 - Contrastes
- 1987 - Autos, Moda y Rock and Roll, EMI
- 1988 - ¡Hola! Qué Tal, EMI
- 1989 - Fandango / Sueños Magicos (Magical Dreams)
- 1990 - Volver A Ser Feliz

### Singoli
- 1987 - Autos, Moda y Rock and Roll, From Self Titled Debut Album
- 1987 - Un Millón de Maneras de Olvidarte, From Autos, Moda y Rock and Roll album
- 1988 - ¡Hola! Que Tal, From Self Titled Album
- 1989 - Sueños Mágicos, From Fandango (also known as "Sueños Magicos" (Magical Dreams)
- 1989 - Todos Quieren Bailar Conmigo, From Fandango (also known as "Sueños Magicos" (Magical Dreams)
- 1990 - Dame Aquel Martillo, From Volver a Ser Feliz album
- 1991 - Es Tu Voz, From Volver a Ser Feliz album

### Compilations
- 1991 - 16 Super Exitos, EMI
- 1997 - Mis Momentos, EMI
- 2004 - The Best of Fandango - Autos, Moda y Rock and Roll, EMI
- 2007 - Greatest Hits - Autos, Moda y Rock and Roll y más, EMI

## Curiosità
- "Autos, Moda y Rock and Roll" è stata inserita nel videogioco Grand Theft Auto V.
- "Un Millón de Maneras de Olvidarte" è stato l'inno ufficiale del F1 1988 dalla cerimonia di apertura e di chiusura, in quale si è svolto da aprile a novembre dopo 16 gare.